# Drosophila austrosaltans
Drosophila austrosaltans este o specie de muște din genul Drosophila, familia Drosophilidae, descrisă de Sergei Aleksandrovich Spassky în anul 1957. Conform Catalogue of Life specia Drosophila austrosaltans nu are subspecii cunoscute.